# Evciler
Evciler ist eine Kleinstadt (Belediye) und ein Landkreis der türkischen Provinz Afyonkarahisar. Die Stadt liegt etwa 130–140 Kilometer südwestlich der Provinzhauptstadt Afyonkarahisar.
Der Landkreis ist der zweitkleinste der Provinz und liegt im Südwesten der Provinz. Er grenzt im Osten an Dinar, im Süden an Başmakçı und Dazkırı und im Nordwesten an die Provinz Denizli. Die Fernstraße D-320 durchquert von der Westküste über Aydın kommend den Landkreis nach Dinar.
Die Landschaft ist trocken und wird vor allem für den Anbau von Weizen und anderen Getreidesorten genutzt. Des Weiteren werden Mohn, Sonnenblumen und Zuckerrüben angebaut und Nutztierhaltung betrieben.
Die einzige Fabrik in Evciler mit etwa 50 Arbeitnehmern (Stand 2015) ist die Firma Baltaş; eine Molkerei, die Mitte der 1990er Jahre gegründet wurde und verschiedene Milchprodukte herstellt.
Neben der Kreisstadt (mit über 46 Prozent der Kreisbevölkerung) gehören noch sieben Dörfer (Köy) zum Kreis, eins von ihnen haben mehr als der Durchschnitt (544) Einwohner: Gökçek mit 1669 Einwohnern. Die Bevölkerungsdichte (28,0 Einwohner je km²) beträgt mehr als die Hälfte des Provinzwertes.